# الصباحي، إب
الصباحي هي إحدى قرى الجمهورية اليمنية. وهي تتبع جغرافيًا لمحافظة إب. وإداريًا لمديرية العدين. يبلغ تعداد سكانها 975 نسمة حسب الإحصاء الذي جرى عام 2004.